# پارپنر شوارتژورن
پارپنر شوارتژورن (به لاتین: Parpaner Schwarzhorn) یک کوه در سوئیس است که در کانتون گراوبوندن واقع شده‌است. پارپنر شوارتژورن ۲٬۶۸۳ متر بالاتر از سطح دریا واقع شده‌است.